# Fred Dielens
Fred Dielens (Ukkel, 1 juni 1940) is een Belgisch politicus voor de sp.a.

## Levensloop
Als licentiaat in de handels- en financiële wetenschappen werd Dielens beroepshalve commercieel directeur in de openbare sector.
Voor de SP werd Dielens in 1976 verkozen tot gemeenteraadslid van Ternat, een functie die hij nog steeds uitoefent. Hij was er van 1977 tot 1982, van 1989 tot 1994 en van 2001 tot 2004 schepen. In 2000 werd hij in Ternat lid van de plaatselijke LVB. Van 2007 tot 2012 was hij ook voorzitter van de gemeenteraad van Ternat.
Van 1989 tot 1995 was hij in opvolging van Edgard Coppens lid van de Kamer van volksvertegenwoordigers voor het arrondissement Brussel. 
In de periode oktober 1989-mei 1995 had hij als gevolg van het toen bestaande dubbelmandaat ook zitting in de Vlaamse Raad. De Vlaamse Raad was op 21 oktober 1980 geïnstalleerd en was de voorloper van het huidige Vlaams Parlement. Bij de eerste rechtstreekse verkiezingen voor het Vlaams Parlement van 21 mei 1995 werd hij verkozen in de kieskring Halle-Vilvoorde. Hij bleef Vlaams volksvertegenwoordiger tot in juni 1999, toen hij niet herkozen geraakte. 
Bij de lokale verkiezingen van oktober 2012 kwam hij met het eigen project "Volks", dat aansloot bij CD&V, waardoor de lijst onder de naam "CD&V en Volks" naar de kiezer trok. Dielens werd er lijstduwer. Hij werd verkozen, maar de partij bleef in de oppositie.